# جيمس أ. جونسون (سياسي أمريكي)
جيمس أ. جونسون هو شخصية أعمال وسياسي أمريكي، ولد في 24 ديسمبر 1943 في بنسون في الولايات المتحدة، وتوفي في 18 أكتوبر 2020.